# Gouvernement Pierre Tirard (2)
Troisième République
Gouvernement Charles Floquet Gouvernement Charles de Freycinet IV
Le deuxième gouvernement Pierre Tirard a été le gouvernement de la France du 23 février 1889 au 14 mars 1890.
Tirard obtient le soutien des radicaux pour lutter contre le boulangisme. Il constitue un cabinet prestigieux où siègent quatre anciens présidents du Conseil.

## Contexte
Le cabinet Floquet a été formé en avril 1888 pour mettre aux pouvoirs les radicaux et combattre le boulangisme. Cependant, celui-ci continue de gagner certaines élections partielles et le 27 janvier, après une intense campagne, Georges Boulanger parvient à gagner au premier tour la partielle de Paris, bastion radical.
Le gouvernement est fortement ébranlé mais parvint à voter la loi rétablissant le scrutin uninominal pour l'élection des députés à la mi-février. Le 14 février, le débat sur la révision débute. Gaston de Douville-Maillefeu dépose une motion d'ajournement indéfini qui passe par 307 contre 218. Floquet, stupéfait, se démet. Ce vote est une coalition de la droite et des opportunistes, rejoint par plusieurs boulangistes (13 pour la motion et 4 contre).
Le jour-même, le président charge Jules Méline de former un gouvernement, mais ce dernier décline et recommande Floquet. Carnot joue alors un rôle de médiateur décisif dans la formation du gouvernement. Le 16 février 1889, des rumeurs courent que Charles de Freycinet forme un nouveau gouvernement mais celui-ci complique les négociations en souhaitant un gouvernement opportuniste. À partir du 20 février 1889, Carnot tente une combinaison Tirard-Méline, mais les journaux se déchirent entre un gouvernement Tirard-Méline, un gouvernement de Freycinet ou un nouveau gouvernement Floquet. Le 21 février 1889, le président appelle Léopold Faye, ministre de l'Instruction publique du gouvernement Tirard, à constituer un cabinet. Cependant, un gouvernement de Freycinet se confirme de plus en plus. Le 22 février 1889, Sadi Carnot propose à Pierre Tirard la présidence du Conseil des ministres. Le 23 février 1889, le second gouvernement Tirard est officialisé avec une concentration dominée par les opportunistes.
L'homme fort du gouvernement est Ernest Constans, qui revient à l'Intérieur dans l'objectif direct de mettre fin au boulangisme. Bien que méprisé par Carnot et malaimé par Tirard, il est très intelligent et sans scrupule, qui sait parler et plaire, mais a déjà une réputation avérée de corrompu. Les radicaux sont réduits dans le gouvernement et l'extrême-gauche n'a qu'un seul poste, Yves Guyot aux Travaux publics. De plus, le gouvernement semble à sa formation faible, notamment avec le discours d'investiture de Tirard qui est lu d'une faible voix et sans fond. Pourtant, le même jour, Constans envoie une circulaire aux préfets leur interdisant de recevoir les ouvriers socialistes le lendemain et de les renvoyer à donner des pétitions. Le 4 mars, Rouvier oblige les banques à faciliter la liquidation du Comptoir d'escompte. L'apparente faiblesse du gouvernement s'efface de plus en plus.

## Composition
| Fonction | Fonction                           | Image | Nom           | Parti politique                        |
| -------- | ---------------------------------- | ----- | ------------- | -------------------------------------- |
|          | Président du Conseil des ministres |       | Pierre Tirard | Union des gauches (Union républicaine) |

### Ministres nommés le 23 février 1889[4]
| Fonction | Fonction                                           | Image | Nom                  | Parti politique                        |
| -------- | -------------------------------------------------- | ----- | -------------------- | -------------------------------------- |
|          | Ministre du Commerce et de l'Industrie             |       | Pierre Tirard        | Union des gauches (Union républicaine) |
|          | Ministre des Affaires étrangères                   |       | Eugène Spuller       | Union des gauches (Union démocratique) |
|          | Ministre de la Justice et des Cultes               |       | François Thévenet    | Union des gauches (Union démocratique) |
|          | Ministre de l’Intérieur                            |       | Ernest Constans      | Union des gauches (Union démocratique) |
|          | Ministre des Finances                              |       | Maurice Rouvier      | Union des gauches (Union républicaine) |
|          | Ministre de la Guerre                              |       | Charles de Freycinet | Gauche républicaine                    |
|          | Ministre de la Marine et des Colonies              |       | Benjamin Jaurès      | Gauche républicaine                    |
|          | Ministre de l'Instruction publique, des Beaux-Arts |       | Armand Fallières     | Union des gauches (Union démocratique) |
|          | Ministre des Travaux publics                       |       | Yves Guyot           | Extrême gauche puis Gauche radicale    |
|          | Ministre de l'Agriculture                          |       | Léopold Faye         | Union des gauches (Union démocratique) |

### Remaniement du 14 mars 1889
- Mort de Benjamin Jaurès, ministre de la Marine et des Colonies, le 13 mars. Charles de Freycinet devient ministre de la Marine et des Colonies par intérim.
- Le ministère des Colonies est passé sous le ministère du Commerce et de l'Industrie (qui est aussi détenue par la présidence du Conseil). Pierre Tirard est, président du Conseil, ministre du commerce, de l'industrie et des colonies.

| Fonction | Fonction | Image | Nom            | Parti politique                        |
| -------- | --- | ----- | -------------- | -------------------------------------- |
|          | Sous-secrétaire d'État du Commerce, de l'Industrie et des Colonies (spécialement chargé de l'administration des colonies) |       | Eugène Étienne | Union des gauches (Union démocratique) |

### Remaniement du 19 mars 1889[6]
| Fonction | Fonction              | Image | Nom                         | Parti politique |
| -------- | --------------------- | ----- | --------------------------- | --------------- |
|          | Ministre de la Marine |       | Jules François Émile Krantz | Indépendant     |

### Remaniement du 10 novembre 1889[7]
- Cessation des fonctions de Jules François Émile Krantz, ministre de la Marine. Après un désaccord sur les délimitations des attributions des autorités civiles et militaires au Tonkin[8].

| Fonction | Fonction              | Image | Nom            | Parti politique     |
| -------- | --------------------- | ----- | -------------- | ------------------- |
|          | Ministre de la Marine |       | Édouard Barbey | Gauche républicaine |

### Remaniement du1ermars 1890
- Cessation des fonctions de Ernest Constans, ministre de l'Intérieur. Dissension sur le choix de la première présidence de la Cour de cassation, Jules-Claude Barbier prenant sa retraite, avec le président du Conseil entre Charles Mazeau et le président de chambre la Cour de cassation Monsieur Bédarrides. Le Conseil était pour Mazeau mais Constans refusa cette nomination[9].

### Remaniement du 2 mars 1890
| Fonction | Fonction                | Image | Nom            | Parti politique |
| -------- | ----------------------- | ----- | -------------- | --------------- |
|          | Ministre de l’Intérieur |       | Léon Bourgeois | Gauche radicale |

## Politique menée
Ce ministère est constitué en pleine crise boulangiste.
Il annonça sa volonté « d'assurer le maintien de l'ordre légal et le respect dû à la République ». Huit jours après son entrée en fonction, il faisait dissoudre la Ligue des patriotes grâce au travail depuis plusieurs années de la police via le renseignement et les informateurs qui découvre que le comité directeur de la Ligue ont donné des ordres écrits le 12 février de préparer une mobilisation importante en gardant le flou sur l'objectif. Dans un second temps, le 28 février, la Ligue proteste contre les actions du gouvernement sur l'affaire de Sagallo et Constant utilise cette attaque pour engager des poursuites contre les chefs de la Ligue en les accusant de complot contre la sûreté de l'État, puis pour association de plus de vingt personnes non autorisées dans une loi tombée en désuétude. Le siège de la Ligue est perquisitionné et toute réunion de la Ligue est interdite, la ligue est donc de facto dissoute. Le 7 mars, le gouvernement engage l'action judiciaire et le 11 il demande la levée de l'immunité parlementaire pour : Laguerre, Laisant, Turquet et Naquet. Le 14 mars, la Chambre et le Sénat lèvent les immunités parlementaires.
À la fin du mois de mars, le gouvernement accélère l'offensive contre Boulanger. Les membres du Comité directeur sont poursuivis pour délit de société secrète tandis qu'une campagne d'intoxication informationnelle est lancée contre Boulanger. Le 29 mars, la procédure de Haute Cour est déposée à la Chambre tandis que le 30 mars, le Conseil des ministres publie une note officielle se positionnant pour les poursuites contre Boulanger. Le procureur général, ne souhaitant pas de procès politique, est remplacé par Jules Quesnay, qui déteste Boulanger. Des rumeurs d'arrestations sont lancées contre Boulanger par le gouvernement avec une décision le 30 mars. Boulanger, sur conseil de Dillon et Rochefort, fuit pour la Belgique le 1er avril. Le gouvernement a le champ libre pour déposer sa demande de fin d'immunité parlementaire le 4 avril, qui est voté par 353 contre 199. Le gouvernement a réussi à peu de frais politique à discréditer Boulanger et à considérablement affaiblir le boulangisme. 
Le gouvernement profite de la dispersion des boulangistes pour reprendre du terrain, en reprenant l'espace publique via une politique statuaire et d'architecture ainsi que l'Exposition universelle qui est une véritable réussite. Le banquet des maires, le 18 août, réunit 11 182 maires à Paris. Le gouvernement promulgue un décret de réforme de la licence de droit en généralisant le droit constitutionnel dès la première année le 24 juillet. Constans profite aussi du moment pour révoquer un certain nombre de maires boulangistes, qui sont le plus souvent réélu un peu plus tard. 
Le gouvernement maintient la pression sur les boulangistes et le 9 juin à Angoulême, Constans fait arrêter Déroulède, Laguerre et Laisant dès le premier incident. Les prisonniers sont relâchés le 12 juin et passe à la justice le 20 et 21 juin à Angoulème. Déroulède est acquitté de la rébellion mais condamné pour outrage. Laguerre est poursuivit pour menace sur fonctionnaire, tandis que Laisant est acquitté. Le pouvoir fait un véritable coup monté à Béziers quelques jours plus tard, où la police invente le fait que Déroulède ait frappé un commissaire et un agent. Constans doit reconnaitre qu'il y a eu mensonge au tribunal. 
François Thévenet défère l'affaire contre Boulanger, Dillon et Rochefort au Sénat, constitué en Haute Cour de justice, pour crime d'attentat à la sûreté de l'État : le 14 août, ils seront condamnés par contumace à la déportation dans une enceinte fortifiée.
Pour les élections législatives, le garde des sceaux demande aux procureurs de ne pas intervenir dans les affaires politiques et de surveiller le clergé pour qu'ils fassent de même. Marius Thévenet adresse aux évêques une circulaire pour leur dire de ne pas intervenir dans les affaires politiques. Le ton est abrupte et les évêques sont assez choqués. Le conseil des ministres critique en interne cette méthode contre-productive. La pression administrative est plus importante sans être décisive qu'en 1885, le gouvernement adresse aux préfets et fonctionnaires des instructions énergiques. Par exemple, les instituteurs n'ont pas à être impartiaux et doivent soutenir le gouvernement. Il est rappelé aux trésoriers-payeurs généraux  qu'ils sont les loyaux serviteurs du gouvernement. Quelques révocations ont lieu sur des officiers ayant un lien avec Boulanger mais les actions restent modérés.
Les deux tours des législatives, qui se déroulent les 22 septembre et 6 octobre, marquent le crépuscule du boulangisme, car ils n'obtiennent qu'une quarantaine de sièges dont 11 sont annulées par la Chambre, tandis que les royalistes sont épargnés par Constans qui accepte un pot-de-vin royaliste pour réduire à moins d'une quinzaine des invalidations. Le centre gauche et les opportunistes sortent renforcés des élections, à l'inverse des radicaux qui élimine leur surreprésentation de 1885. Tirard souhaite se retirer dès novembre, imaginant son gouvernement comme une transition pour vaincre le boulangiste. Les tensions avec Constans sont aussi de plus en plus importants. Carnot persuade Tirard de rester au gouvernement jusqu'à la fin de la vérification des pouvoirs, au moins jusque janvier 1890. Lors de l'ouverture de la nouvelle session parlementaire, Tirard prononce un discours rejetant la révision et la séparation.

## Fin du gouvernement et passation des pouvoirs
Dès la démission d'Ernest Constans, prenant le premier prétexte venu pour partir, le gouvernement fut ébranlé. En effet, celui-ci était apprécié par l'aile gauche de l'Union des gauche et était l'une des principales raisons du soutien des radicaux. La nomination rapide de Léon Bourgeois, inscrit à la Gauche radicale, permit de contenter ces derniers. Le lendemain, Ferdinand-Camille Dreyfus demanda à mettre à l'ordre du jour une interpellation pour expliquer le départ de Constans et la politique du Conseil. Il s'agit alors de facto d'une motion de défiance. Elle est repoussée de 306 voix contre 204. Un ordre du jour explicitant la confiance du gouvernement est voté à 257 contre 195, un grand nombre de républicains s'étant abstenu, la droite ayant voté contre (environ 182 voix) ainsi que 13 républicains.
Le 14 mars 1890, après avoir été mis en minorité par le Sénat sur un problème de politique douanière avec l'Empire Ottoman, et malgré le fait que le Sénat n'ait pas le pouvoir de défaire le gouvernement, Pierre Tirard décida de présenter la démission du Gouvernement au président de la République, Sadi Carnot.
Le 15 mars 1890, le président charge Charles de Freycinet à la composition d'un nouveau ministère.
Le 18 mars 1890, le quatrième gouvernement de Charles de Freycinet voit le jour.